# Sejm piotrkowski 1527/1528
Sejm piotrkowski 1527/1528 – Sejm walny Korony Królestwa Polskiego został zwołany 7 września 1527 roku do Piotrkowa.
Sejmiki przedsejmowe odbyły się: lubelski w Urzędowie 5 listopada, pruski w Grudziądzu 11 listopada, główny korczyński 14 listopada 1527 roku.
Obrady sejmu trwały od 29 listopada 1527 do 20 lutego 1528 roku. 
Sejmiki relacyjne odbyły się w Środzie, Opatowie, Łęczycy i Raciążu, generalny w Kole 10 marca 1528 roku.